# Ironopolia sobriella
Espèce
Ironopolia sobriella est une espèce de lépidoptère de la famille des Oecophoridae.
On le trouve en Australie.

## Galerie

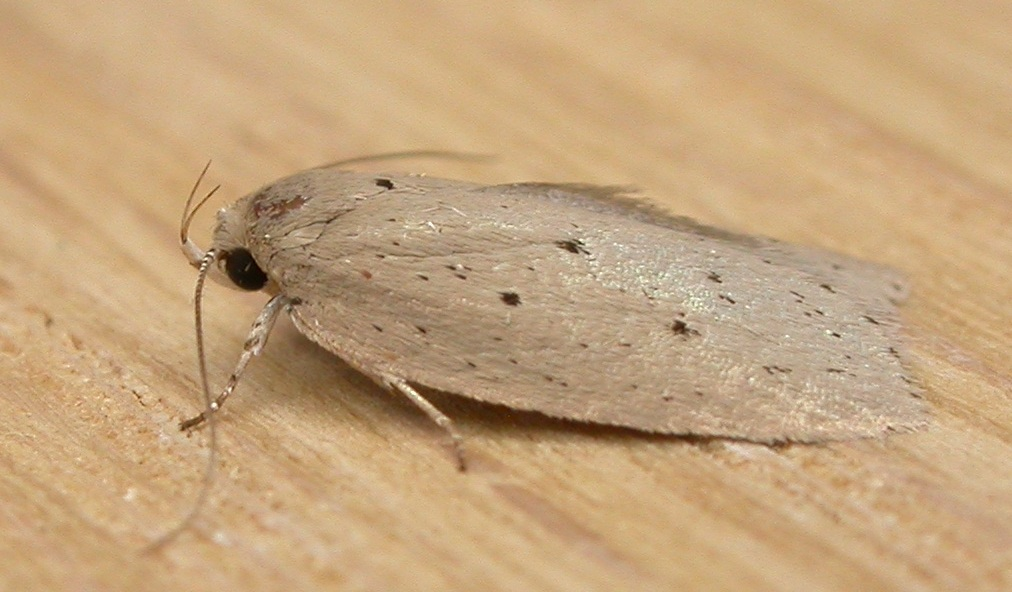